# Handpåläggning

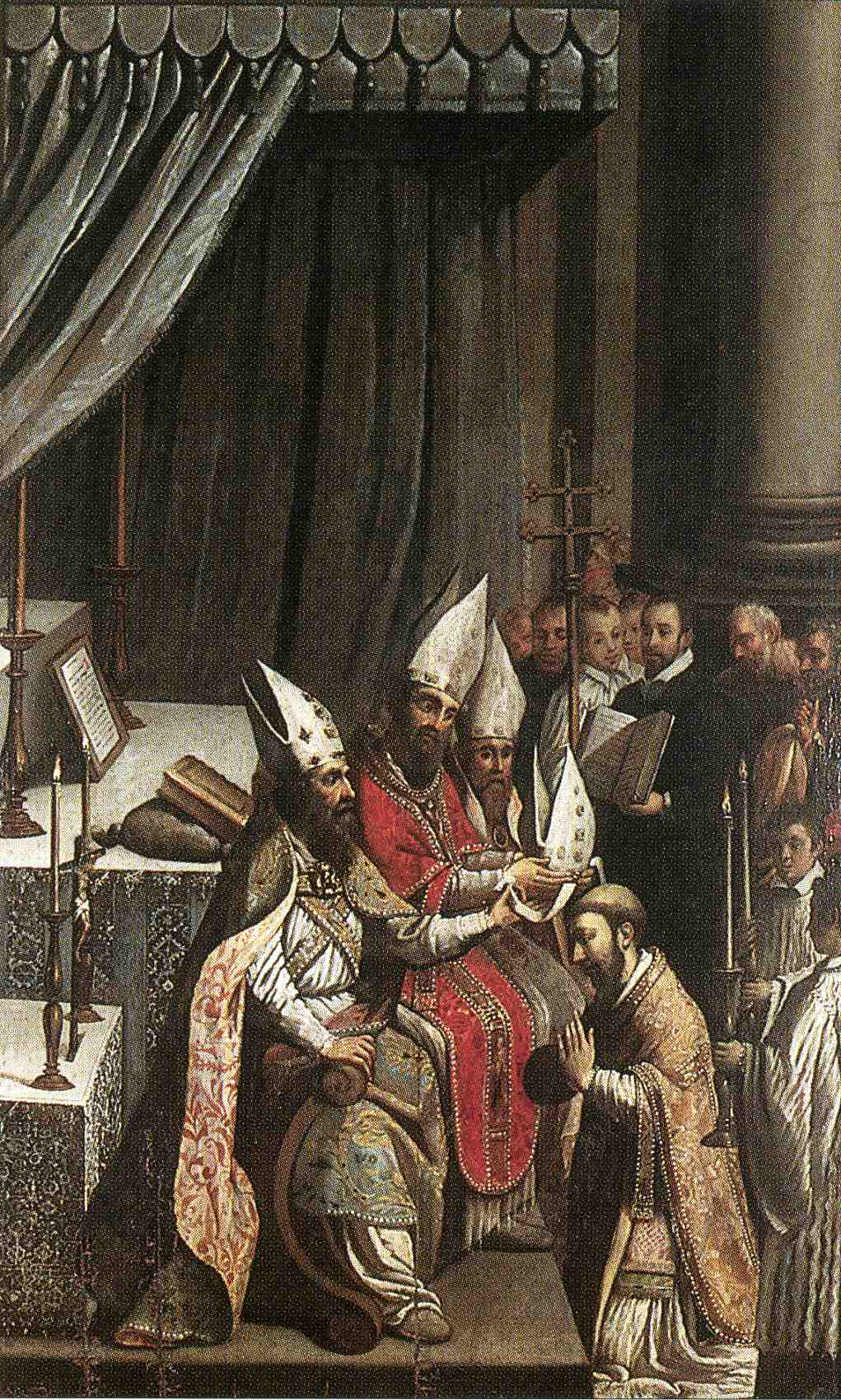
Handpåläggning vid biskopsvigning i apostolisk succession genomförs.

Handpåläggning är den handling då en person lägger händerna på någons kropp med avsikten att överföra andlig eller helande kraft. Det är ursprungligen en judisk ceremoni som upptagits av kristendomen.

## Handpåläggning inom kristendomen
Handpåläggning som kristen praktik kan härledas ur ett antal nytestamentliga texter, såsom Mark 5:23; 16:18; Matt 9:18; Luk 4:40 och Apg 9:12. Den förekommer framför allt vid bön för sjuka, men även i vissa ceremonier knutna till gudstjänsten. I Svenska kyrkan sker handpåläggning vid dop, konfirmation; mottagning och sändning av medarbetare eller kyrkvärd; samt präst-, diakon- och biskopsvigning. Det sker även vid samma riter i romersk-katolska kyrkan, östlig kristendom och anglikanska kyrkogemenskapen, men inom katolsk och anglikansk kristendom kan vigning bara utföras av en biskop i den apostoliska successionen.
Inom pingströrelsen används handpåläggning vid bön för helande genom den Helige Ande och smörjelse av sjuka.

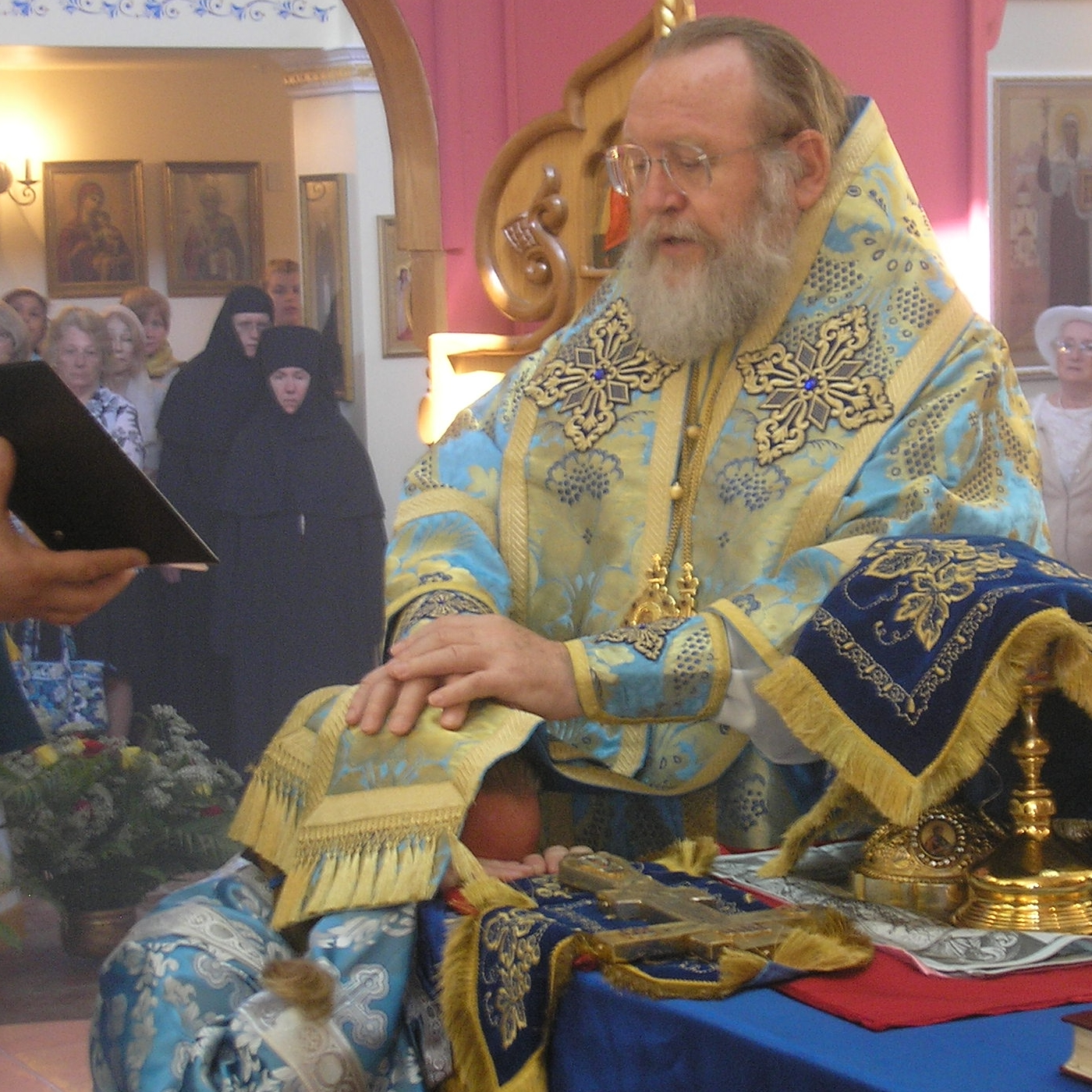
Vigning av en östortodox präst med handpåläggning.
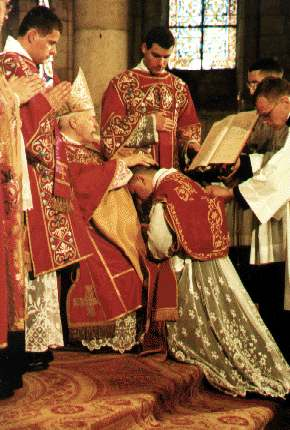
Prästvigning i romersk-katolska kyrkan.
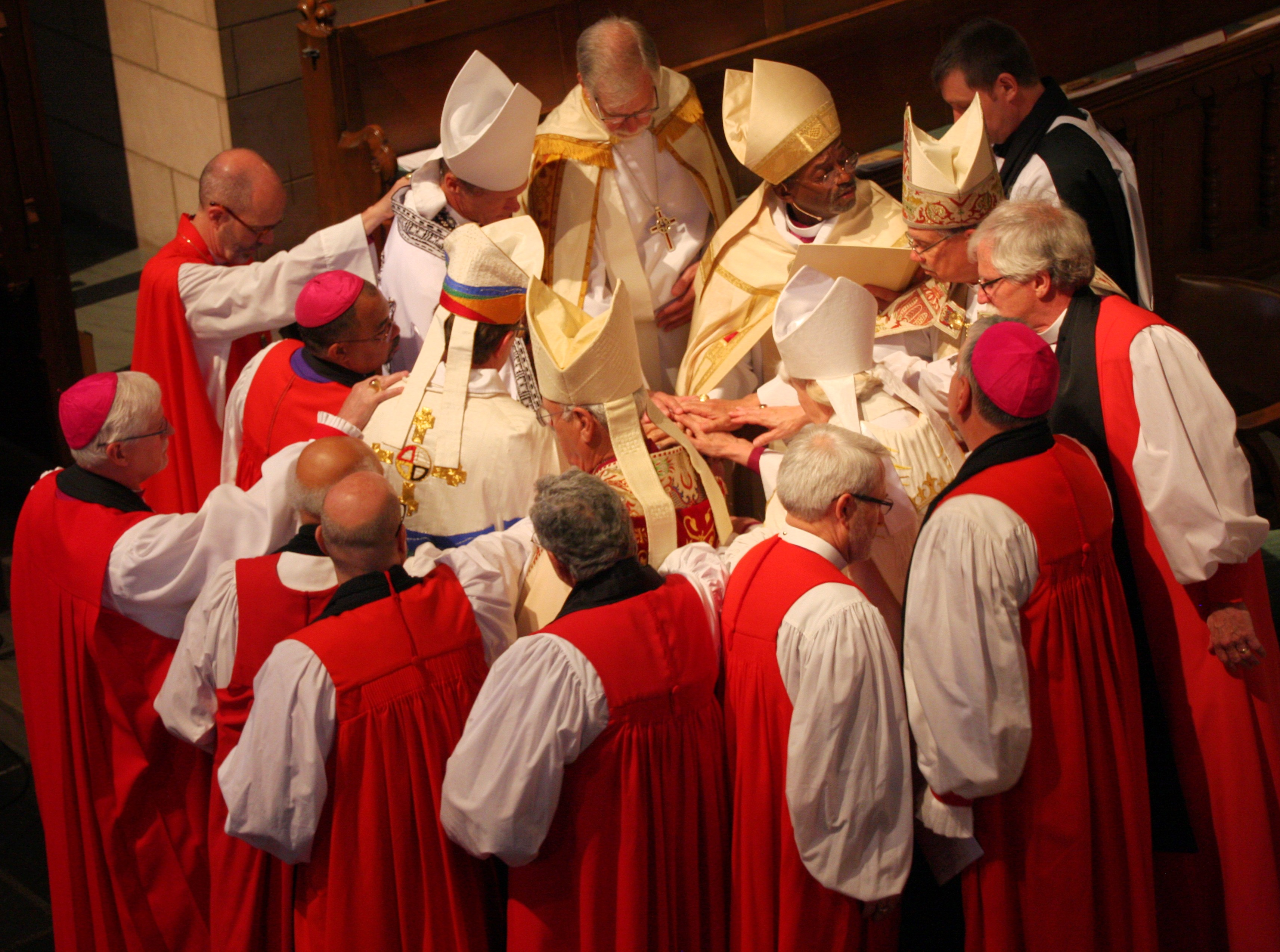
Vigning av en biskop i Episkopalkyrkan i USA.
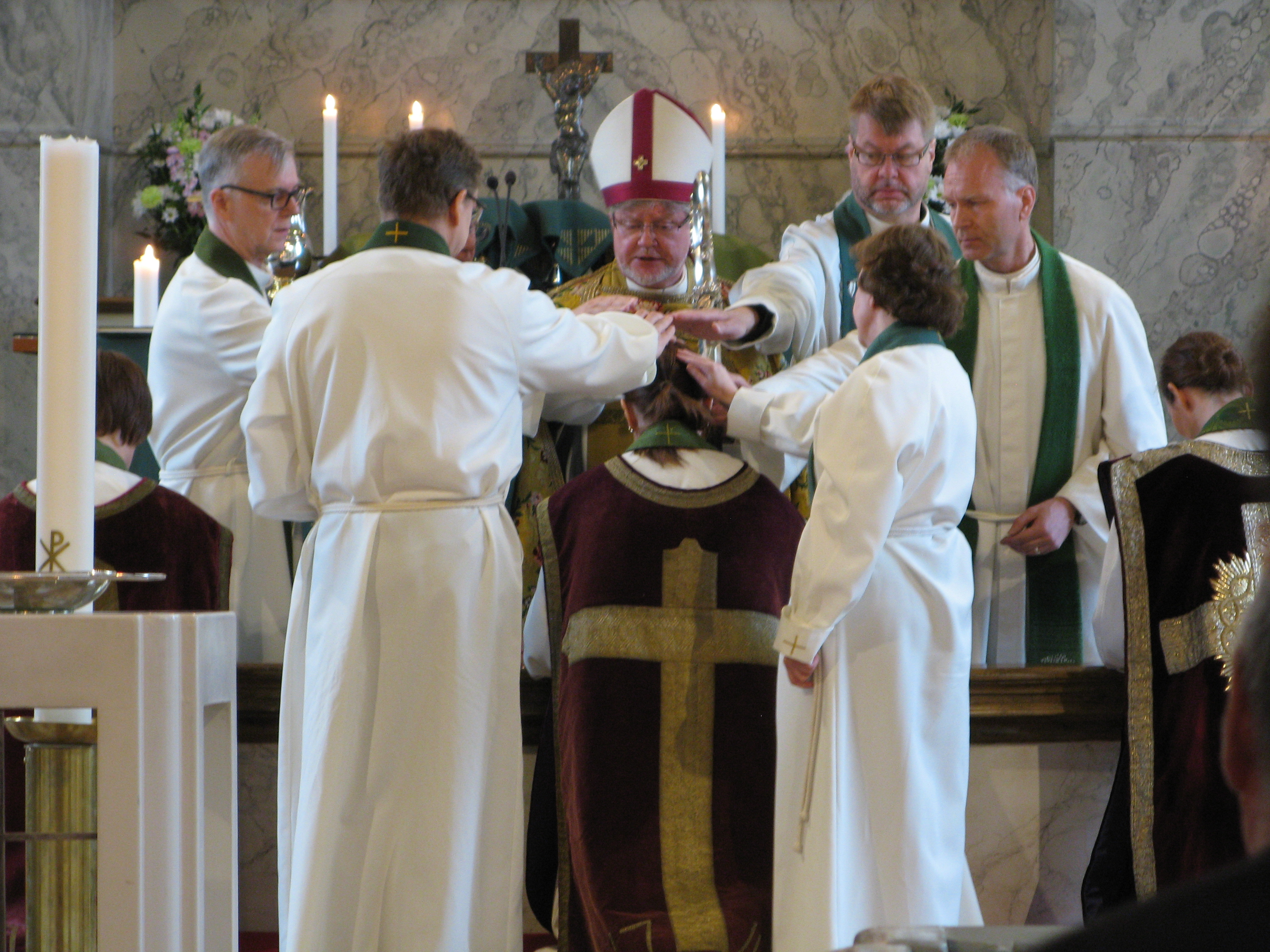
Handpåläggning vid vigning i Evangelisk-lutherska kyrkan i Finland.
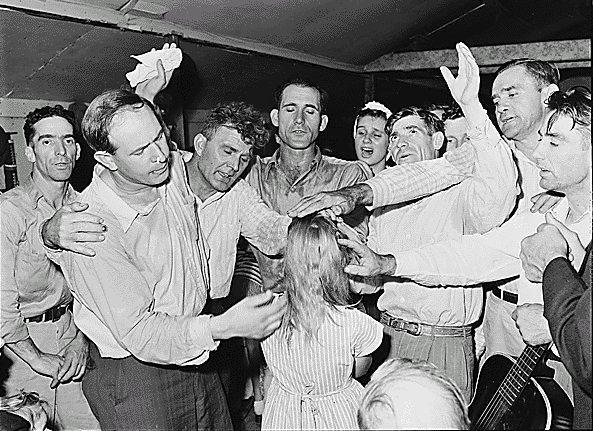
Handpåläggning vid bön i en amerikansk pingstkyrka 1936.